# Gondwana (India)

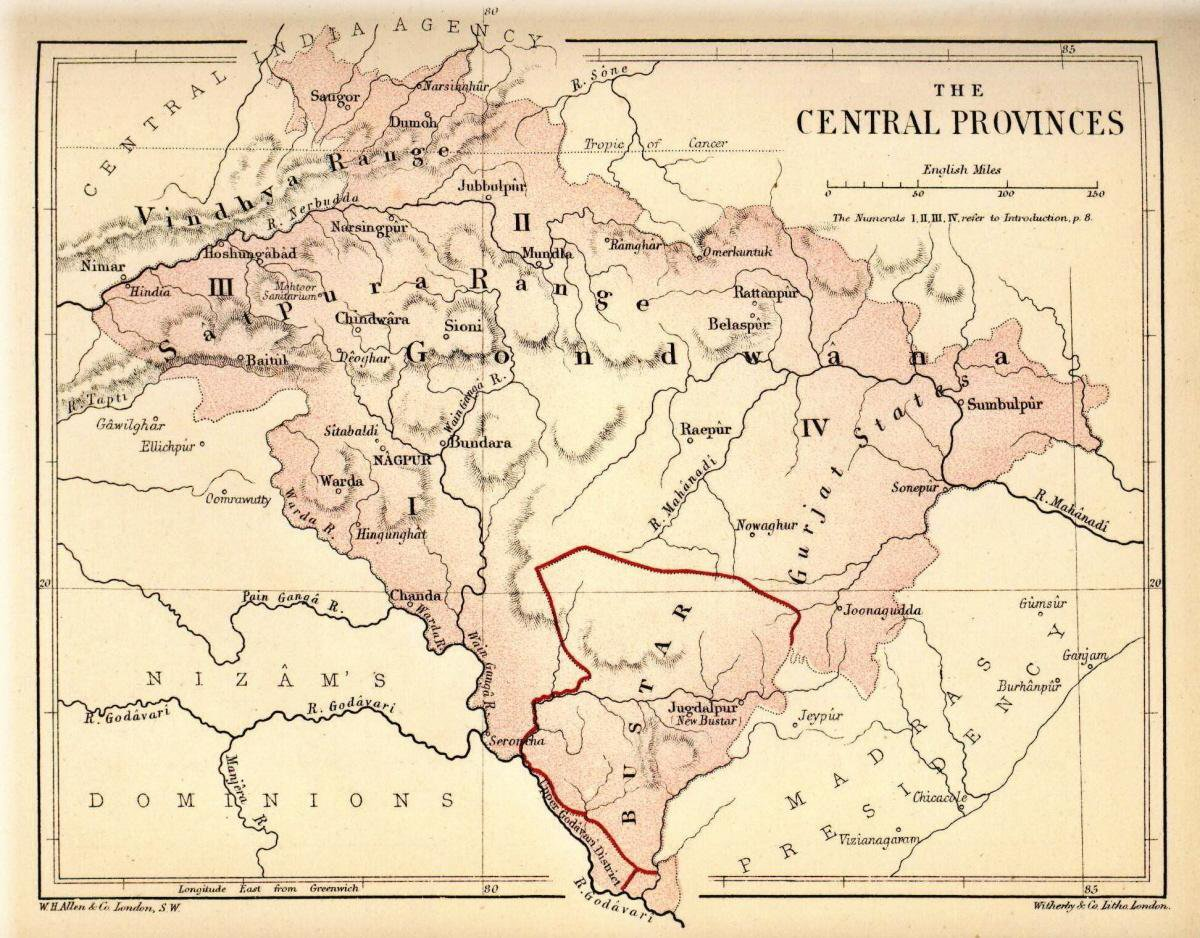
de locatie van Gondwana

Gondwana, soms ook Gondaranya genoemd, is een historisch gebied in het midden van India en is vernoemd naar de Gondi, een volksstam die hoofdzakelijk hier voorkomt. De naam van het oude supercontinent Gondwana is hier van afgeleid, omdat een van de eerste gevonden rotsformaties van dit paleocontinent in dit gebied zijn onderzocht.

## Omvang
Het kerngebied van Gondwana is het oostelijke deel van de regio Vidarbha in Maharashtra, de delen van Madhya Pradesh die daar meteen ten noorden van liggen en delen van het westen van Chhattisgarh. Gondwana in bredere zin omvat ook nog delen van noordelijk Andhra Pradesh en westelijk Odisha.

## Geologie
Het gebied is een onderdeel van het noordelijke Dekanplateau, heeft een gemiddelde hoogte van 600 à 700 meter, en is ruw en heuvelachtig. Geologisch gezien bestaat het gebied hoofdzakelijk uit Precambrisch gesteente, met uitzondering van sommige delen die teruggaan tot het Perm en het Trias. Een deel wordt bedekt door alluviale sedimenten en in het westen wordt Gondwana bedekt met uitvloeiingsbasalten van de Deccan Traps.

## Klimaat en natuur
Het klimaat is heet en semi-aride. De natuurlijke vegetatie bestaat uit droge moessonbossen of struikgewassen. Grote delen bestaan nog steeds uit bos en herbergen verscheidene nationale parken, waar tijger-populaties voorkomen.

## Bevolking
Gondwana herbergt een relatief hoog percentage van de "scheduled tribes" (Adivasi) van India, waaronder de Gondi. De scheduled tribes worden door de Indiase overheid erkend als economisch en sociaal achtergesteld. Zij vormen in veel districten  een meerderheid.
Politieke en maatschappelijke bewegingen die gekant zijn tegen de overheersende politieke structuur, komen anno 2007 nog steeds in het gebied voor. De Gondwana Ganatantra Party is een politieke partij die in 1991 in Madhya Pradesh is opgericht en in diezelfde staat ook drie parlementsleden heeft.